# Vdovy
Vdovy (Вдовы) è un film del 1976 diretto da Sergej Mikaėljan.

## Trama
Il film racconta di due anziane vedove che vivono nella stessa casa. Sono uniti non solo dalla tragedia, ma anche dalla preoccupazione comune, ovvero la tomba di due ignoti, che custodiscono da oltre 30 anni. E improvvisamente i gestori del loro distretto decidono di trasformare la tomba in un monumento commemorativo.